# Ben Shelly
Ben Shelly   (Thoreau, 6 de juliol de 1947 - 22 de març de 2023) fou el setè president de la Nació Navajo. Shelly fou la primera persona en ser elegida alhora president i vicepresident de la Nació Navajo. També fou el primer president originari de Nou Mèxic.
En octubre de 2010 Ben Shelly estava entre una majoria de càrrec electes de la Nació Navajo Nation posats sota investigació per ús impropi de fons reservats. Posteriorment fou absolt dels càrrecs.
El 2 de novembre de 2010 va guanyar les eleccions presidencials de la Nació Navajo de 2010, derrotant el seu oponent la senadora de l'Estat de Nou Mèxic Lynda Lovejoy de la Nació Navajo.

## Primers anys i educació
Shelly va néixer a Thoreau, Nou Mèxic el 1947. Pertanyia al clan Tó’aheedlíinii nascut per Tsʼah Yiskʼidnii. El seu avi matern era Áshįįhí i el seu avi patern Táchiiʼnii. L'esposa de Shelly, Martha Shelly, originàriament de Coyote Canyon. Van tenir cinc fills i deu nets.
Shelly va viure a Chicago durant 16 anys, treballant en el manteniment d'equips pesats i com a supervisor d'una empresa d'equip pesat. Shelly va tornar a la Nació Navajo el 1976, i va dirigir d'un taller mecànic i de manteniment de flota.

## Política
El 1990, Shelly fou cap de la Dineh Rights Association.

### Delegat del Consell de la Nació Navajo
Shelly esdevingué conseller per Thoreau de la Nació Navajo el 1991, i el 1993 va fer campanya per legalitzar el joc a les àrees navajo.
Shelly esdevingué membre dels Comitès de Relació de Transport i Intergovernamental, i cap del Comitè de Pressupost i Finances en el que serví 12 anys com a Comissionat pel comtat de McKinley.
Fou en el lideratge de la National Associations of Counties Organization, on va ajudar a crear la coalició d'amerindis dels oficials dels comtats d'Apache, Coconino, San Juan of Utah, San Juan de Nou Mèxic, Navajo, Sandoval, i McKinley.

## Vicepresident de la Nació Navajo
En 2006 el president de la Nació Navajo Joe Shirley, Jr. seleccionà Shelly com a company a les eleccions presidencials de 2006. Durant la seva selecció el president Shirley va dir de Shelly, "Ell té el coneixement necessari del nostre govern, i del govern exterior, és realista i coneix el cor de la gent. Va ser criat amb la cultura, com jo sé, sobre una catifa de pell d'ovella." Shirley i Shelly guanyaren les eleccions residencials de la Nació Navajo de 2006. Shelly jurà com a Vicepresident de la Nació Navajo el 9 de gener de 2007.
Shelly treballà al U.S. Centers for Medicare i al Medicaid Services Tribal Technical Advisory Group, liderant els esforços per esmenar les lleis de Medicaid existents per aconseguir que el Certificat de Sang Índia pugui ser usat per a verificar la ciutadania estatunidenca. Shelly representa la Nació Navajo en discussions pressupostàries i formulació de per a programes amb subvencions federals. En 2007 dirigí una delegació Navajo en deliberacions consultives pressupostàries amb l'Oficina d'Administració i Pressupost dels Estats Units.
Encara que les eleccions navajo són oficialment sense partits, Shelly està registrat com a membre actiu del Partit Demòcrata a Nou Mèxico, Arizona i Utah. Treballa amb la legislatura de Nou Mèxic i l'oficina del governador per trobar finançament als projectes de la Nació Navajo. El governador de Nou Mèxic Bill Richardson anomenà Shelly membre de la seva Força de Desenvolupament Econòmic Tribal.
Shelly també s'oposà a la Senate Bill 1690 que permetria als navahos del comtat de San Juan, Utah, ser els seus propis administradors, la gestió dels seus propis recursos a través d'una estructura d'una organització sense ànim de lucre, sense la interferència de la Nació Navajo. Durant molt de temps la tribu ha argumentat que hauria de ser fiduciari, sense qualsevol interferència estatal o federal.

## Acusació dels fons discrecionals del Consell Tribal
L'octubre de 2010 Ben Shelly, entre altres funcionaris tribals navajos, van ser acusats en una investigació de fons per a suborns tot just unes setmanes abans de les eleccions de novembre. Shelly es va declarar innocent dels càrrecs tribals de frau, conspiració i robatori. Cada càrrec era un delicte menor amb una pena de fins a un any de presó i 5.000 $ si és declarat culpable.
Shelly ha declarat que confia que els càrrecs de conspiració, frau i robatori contra ell serien sobresseïts, afirmant que ell no és lladre. Les denúncies penals al·leguen que Shelly va prendre il·legalment 8.850 $ en fons discrecionals tribals per beneficiar-se a si mateix i a la seva família mentre va exercir en el Consell Tribal. Es va declarar innocent i va dir que els diners eren per a "dificultats legítimes." Arxivat 2012-10-21 a Wayback Machine.
Els documents de la cort al·leguen que Shelly conspirà per beneficiar-se a si mateix i a la seva família immediata, incloent la seva dona, nets i una germana, el 2005 i 2006. En quatre ocasions, Shelly va presentar les sol·licituds de fons discrecionals en nom de la seva família i aprovà personalment les peticions, una denúncia provada. L'ètica i lleis tribals posen límits al valor dels regals que poden rebre els legisladors i prohibeixen la participació en conflictes d'interessos.
El Consell Tribal demanà un fiscal especial en 2009 per investigar la relació del president tribal Navajo Joe Shirley Jr amb dues empreses que operaven a la reserva. El fiscal general navajo va acceptar aquesta petició, però també va ampliar la investigació per incloure l'ús dels fons discrecionals del consell, per a sorpresa del consell.
El consell i l'Oficina del President i el vicepresident reben milions de dòlars l'any a través dels crèdits pressupostaris suplementaris per repartir als navajos d'edat avançada en renda fixa, als estudiants universitaris, les organitzacions necessitades o navajos amb necessitat de fons d'emergència.
Alan Balaran va ser contractat com a fiscal especial a principis d'aquell any. Les seves funcions més tard es van ampliar per incloure un programa de ranxo tribal, i fons discrecionals donats a les oficines del president tribal i del vicepresident.
"Si Shelly és trobat culpable, però, serà remogut del seu càrrec i la gent haurà de posar en marxa un nou procés electoral", va dir el representant estatal de Nou Mèxic Ray Begaye. D-Shiprock va dir "Si és remogut, Shelly probablement estarà acompanyat per molts dels delegats. Dels 24 elegits dimarts pel consell reduït, 16 seran incapacitats."

## President de la Nació Navajo
En les eleccions presidencials de la Nació Navajo de 2010, convocades el 2 de novembre de 2010, Shelly derrotà la senadora de Nou Mèxic Lynda Lovejoy, i esdevingué el primer vicepresident que ha estat elegit president tribal, acabant amb les esperances de Lovejoy d'esdevenir la primera dona president de la tribu.
Els votants tribals van escollir al vicepresident Shelly com el seu pròxim líder, tot i que ell i el seu company de candidatura s'enfrontaven a càrrecs criminals en una investigació de suborn amb fons tribals. L'actual Consell Tribal de 88 membres es va reduir en una elecció especial el desembre de 2009, que tenia per objecte reformar el govern navajo.
El poder executiu de la tribu està dirigit per Shelly, qui va rebre el 52 per cent dels vots en les eleccions presidencials. El seu oponent, la senadora estatal de Nou Mèxic Lynda Lovejoy, va obtenir el 47 per cent dels vots. Shelly va obtenir 33.692 vots contra 30.357 de Lovejoy. La participació electoral fou gairebé del 58 per cent en les eleccions tribals 2010.
Shelly va ser juramentat com a president l'11 de gener de 2011.